# Blocco di Berlino

Alcuni berlinesi guardano un C-54 atterrare all'aeroporto di Berlino Tempelhof, 1948.

Il blocco di Berlino (24 giugno 1948 - 11 maggio 1949) fu una delle crisi più importanti della guerra fredda e consistette nel blocco da parte dell'Unione Sovietica di tutti gli accessi stradali e ferroviari a Berlino Ovest.
La crisi iniziò a risolversi quando l'Unione Sovietica non fece nulla per fermare il ponte aereo per Berlino, ovvero i voli umanitari statunitensi e britannici che trasportavano cibo ed altre forniture per i settori occidentali di Berlino. Il blocco di Berlino fu uno dei più grandi blocchi attorno ad una città della storia contemporanea.

## Premesse

Suddivisione in Zone d'occupazione della Germania dopo il 1945

Dopo la fine della seconda guerra mondiale, le potenze alleate conclusero l'accordo di Potsdam, dividendo la sconfitta Germania in quattro zone di occupazione. Anche Berlino fu divisa in quattro zone, ma essendo la città all'interno della porzione di Germania occupata dai sovietici, i settori statunitense, britannico e francese, poi conosciuti come Berlino Ovest, formarono un'exclave di quella che poi sarebbe stata la Repubblica Federale Tedesca all'interno del territorio della Germania Est.

## La disputa su Berlino
I sovietici spingevano affinché la Germania Ovest, che poi sarebbe diventata la Repubblica Federale Tedesca, pagasse loro i danni  di guerra, benché questo non fosse stato concordato. Il presidente statunitense Harry S. Truman rifiutò e il 18 giugno 1948 introdusse il nuovo marco tedesco al posto della valuta d'occupazione nei tre settori occidentali della Germania, riunificati sotto il controllo statunitense dopo che Francia e Regno Unito avevano deciso di ritirarsi, una per le perdite subite nella guerra d'Indocina e l'altra per via del governo laburista concentrato sul welfare interno, e che il 23 maggio 1949 furono trasformate nella Repubblica Federale Tedesca. Era questa una misura di pressione su Stalin per porre fine all'occupazione e riunificare la Germania.
I sovietici obiettarono che, essendo stati invasi due volte da uno Stato tedesco negli ultimi trent'anni, volevano una Germania smilitarizzata, come il Giappone, prima che si potesse parlare di riunificazione. Così Stalin rispose, il 7 ottobre 1949, trasformando la zona d'occupazione sovietica della Germania in uno Stato "indipendente", ma egemonizzato dall'URSS, la Repubblica Democratica Tedesca, nonostante fosse riluttante alla creazione di due Germanie, preferendo avere influenza in tutto lo Stato tedesco piuttosto che il controllo totale della sola parte sovietica.
I sovietici volevano che gli occidentali, che occupavano Berlino Ovest (situata all'interno della zona di occupazione sovietica), se ne andassero, così da poterne avere il controllo.

## Il ponte aereo

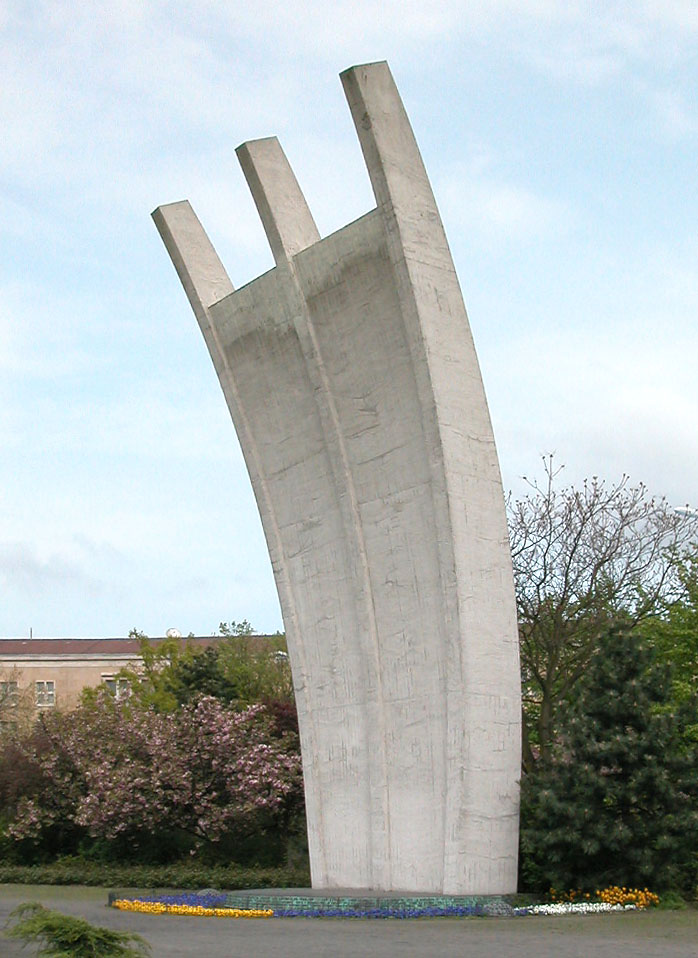
Monumento al ponte aereo, all'aeroporto Tempelhof di Berlino, con incisi i nomi dei 39 piloti britannici e dei 31 americani che persero la vita nell'operazione umanitaria

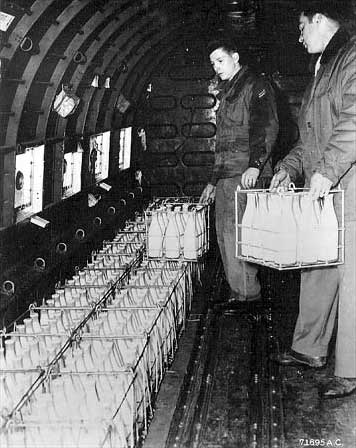
Un carico di latte destinato a Berlino

Il 24 giugno 1948 l'URSS bloccò gli accessi ai tre settori occupati dalle truppe di USA, Regno Unito e Francia a Berlino, tagliando tutti i collegamenti stradali e ferroviari che giocoforza attraversavano la parte di Germania sotto controllo sovietico. D'altra parte le tre potenze alleate non avevano mai contrattato un diritto di passo. Le parti occidentali della città furono anche scollegate dalla rete elettrica, anch'essa sotto controllo sovietico. Berlino Ovest divenne una buia città assediata, senza viveri né medicinali.
Il comandante delle truppe d'occupazione statunitensi, generale Lucius D. Clay, propose di inviare una grossa colonna corazzata attraverso le strade che collegavano la Germania occidentale a Berlino. La colonna avrebbe marciato pacificamente per scortare gli aiuti umanitari, ma sarebbe stata pronta a rispondere al fuoco se bloccata o attaccata. Il presidente Harry S. Truman reputò la proposta foriera di un inaccettabile rischio di guerra e dette incarico al generale Albert Wedemeyer, comandante dell'aviazione statunitense in Europa, di studiare la fattibilità di un ponte aereo.
Il 25 giugno, il giorno dopo l'inizio del blocco, fu iniziato un enorme ponte aereo, che poi durerà ben 462 giorni. Centinaia e centinaia di aeroplani, chiamati affettuosamente "Rosinenbomber" (bombardieri d'uva passa) dalla popolazione locale, trasportarono un'enorme varietà di provviste, da interi container pieni di viveri, carbone e medicinali a piccoli pacchetti di caramelle con attaccato un minuscolo paracadute individuale per i bambini (i pacchetti di caramelle paracadutati furono ideati dal pilota Gail Halvorsen). Gli ammalati gravi ed i bambini venivano evacuati dalla città con gli stessi aerei.
Gli aeromobili vennero forniti e volarono dagli Stati Uniti, dal Regno Unito e dalla Francia, ma gli equipaggi furono forniti anche dall'Australia, dal Sudafrica e dalla Nuova Zelanda. Furono in totale effettuati 278.228 voli, trasportando 2.326.406 tonnellate di cibo e altre forniture, tra cui 1.500.000 tonnellate di carbone per riscaldamento e produzione di energia elettrica, dando vita al più grande trasporto umanitario della storia. All'apice dell'operazione atterravano a Berlino 1.398 voli ogni 24 ore, trasportando 12.940 tonnellate di viveri, carbone e macchinari.
L'Unione Sovietica tolse il blocco a mezzanotte del 12 maggio 1949. Il ponte aereo continuò comunque fino al 30 settembre, in quanto era intenzione delle potenze occidentali costituire a Berlino sufficienti scorte per far fronte all'ipotesi che i sovietici bloccassero di nuovo la città.